# Суботица (Коцељева)
Суботица је насеље у Србији у општини Коцељева у Мачванском округу. Према попису из 2022. било је 211 становника.

## Демографија
У насељу Суботица живи 255 пунолетних становника, а просечна старост становништва износи 45,8 година (44,1 код мушкараца и 47,7 код жена). У насељу има 97 домаћинстава, а просечан број чланова по домаћинству је 2,98.
Ово насеље је великим делом насељено Србима (према попису из 2002. године), а у последња три пописа, примећен је пад у броју становника.
|  |

| Демографија | Демографија | Демографија |
| Година      | Становника  | Становника  |
| ----------- | ----------- | ----------- |
| 1948.       | 630         |             |
| 1953.       | 644         |             |
| 1961.       | 573         |             |
| 1971.       | 474         |             |
| 1981.       | 427         |             |
| 1991.       | 335         | 335         |
| 2002.       | 289         | 291         |

| Етнички састав према попису из 2002.‍ | Етнички састав према попису из 2002.‍ | Етнички састав према попису из 2002.‍ | Етнички састав према попису из 2002.‍ | Етнички састав према попису из 2002.‍ |
| ------------------------------------ | ------------------------------------ | ------------------------------------ | ------------------------------------ | ------------------------------------ |
|                                      |                                      |                                      |                                      |                                      |
| Срби                                 | Срби                                 |                                      | 287                                  | 99,30%                               |
| непознато                            | непознато                            |                                      | 1                                    | 0,34%                                |

| Година пописа     | 1948. | 1953. | 1961. | 1971. | 1981. | 1991. | 2002. |
| ----------------- | ----- | ----- | ----- | ----- | ----- | ----- | ----- |
| Број домаћинстава | 120   | 131   | 126   | 119   | 116   | 97    | 97    |

| Број чланова      | 1  | 2  | 3  | 4  | 5 | 6 | 7 | 8 | 9 | 10 и више | Просек |
| ----------------- | -- | -- | -- | -- | - | - | - | - | - | --------- | ------ |
| Број домаћинстава | 24 | 26 | 14 | 12 | 9 | 7 | 4 | 1 | 0 | 0         | 2,98   |

| Пол    | Укупно | Неожењен/Неудата | Ожењен/Удата | Удовац/Удовица | Разведен/Разведена | Непознато |
| ------ | ------ | ---------------- | ------------ | -------------- | ------------------ | --------- |
| Мушки  | 134    | 39               | 83           | 9              | 2                  | 1         |
| Женски | 124    | 17               | 80           | 25             | 1                  | 1         |
| УКУПНО | 258    | 56               | 163          | 34             | 3                  | 2         |

| Пол    | Укупно                    | Пољопривреда, лов и шумарство | Рибарство                            | Вађење руде и камена | Прерађивачка индустрија       |
| ------ | ------------------------- | ----------------------------- | ------------------------------------ | -------------------- | ----------------------------- |
| Мушки  | 108                       | 79                            | 0                                    | 0                    | 17                            |
| Женски | 76                        | 68                            | 0                                    | 0                    | 4                             |
| УКУПНО | 184                       | 147                           | 0                                    | 0                    | 21                            |
| Пол    | Производња и снабдевање   | Грађевинарство                | Трговина                             | Хотели и ресторани   | Саобраћај, складиштење и везе |
| Мушки  | 1                         | 1                             | 2                                    | 0                    | 0                             |
| Женски | 0                         | 0                             | 4                                    | 0                    | 0                             |
| УКУПНО | 1                         | 1                             | 6                                    | 0                    | 0                             |
| Пол    | Финансијско посредовање   | Некретнине                    | Државна управа и одбрана             | Образовање           | Здравствени и социјални рад   |
| Мушки  | 0                         | 0                             | 1                                    | 2                    | 0                             |
| Женски | 0                         | 0                             | 0                                    | 0                    | 0                             |
| УКУПНО | 0                         | 0                             | 1                                    | 2                    | 0                             |
| Пол    | Остале услужне активности | Приватна домаћинства          | Екстериторијалне организације и тела | Непознато            | Непознато                     |
| Мушки  | 0                         | 0                             | 0                                    | 5                    | 5                             |
| Женски | 0                         | 0                             | 0                                    | 0                    | 0                             |
| УКУПНО | 0                         | 0                             | 0                                    | 5                    | 5                             |